# Party (papiidipaadi)
Party (papiidipaadi) è un singolo di Antti Tuisku pubblicato il 15 dicembre 2015 dalla Warner Music Finland, che prevede la collaborazione musicale del rapper Nikke Ankara.
Il singolo ha raggiunto la prima posizione in Finlandia nella classifica dei brani più venduti e scaricati.
Nel gennaio 2016 il singolo è diventato disco d'oro in Finlandia.

## Tracce
1. Party (papiidipaadi) (feat. Nikke Ankara) – 3:40

## Classifiche
| Classifica           | Massima posizione |
| -------------------- | ----------------- |
| Finlandia            | 1                 |
| Finlandia (download) | 1                 |
| Finlandia (radio)    | 14                |